# Jüdischer Friedhof (Alten-Buseck)
Der jüdische Friedhof Alten-Buseck in Alten-Buseck, einem Ortsteil der Gemeinde Buseck liegt im mittelhessischen Landkreis Gießen nordöstlich der Universitätsstadt Gießen in Hessen. Er befindet sich im Westen der Ortslage von Alten-Buseck im Bereich des kommunalen Friedhofs und ist über die Straßen Friedhofstraße und Staufenberger Weg erreichbar.

## Beschreibung

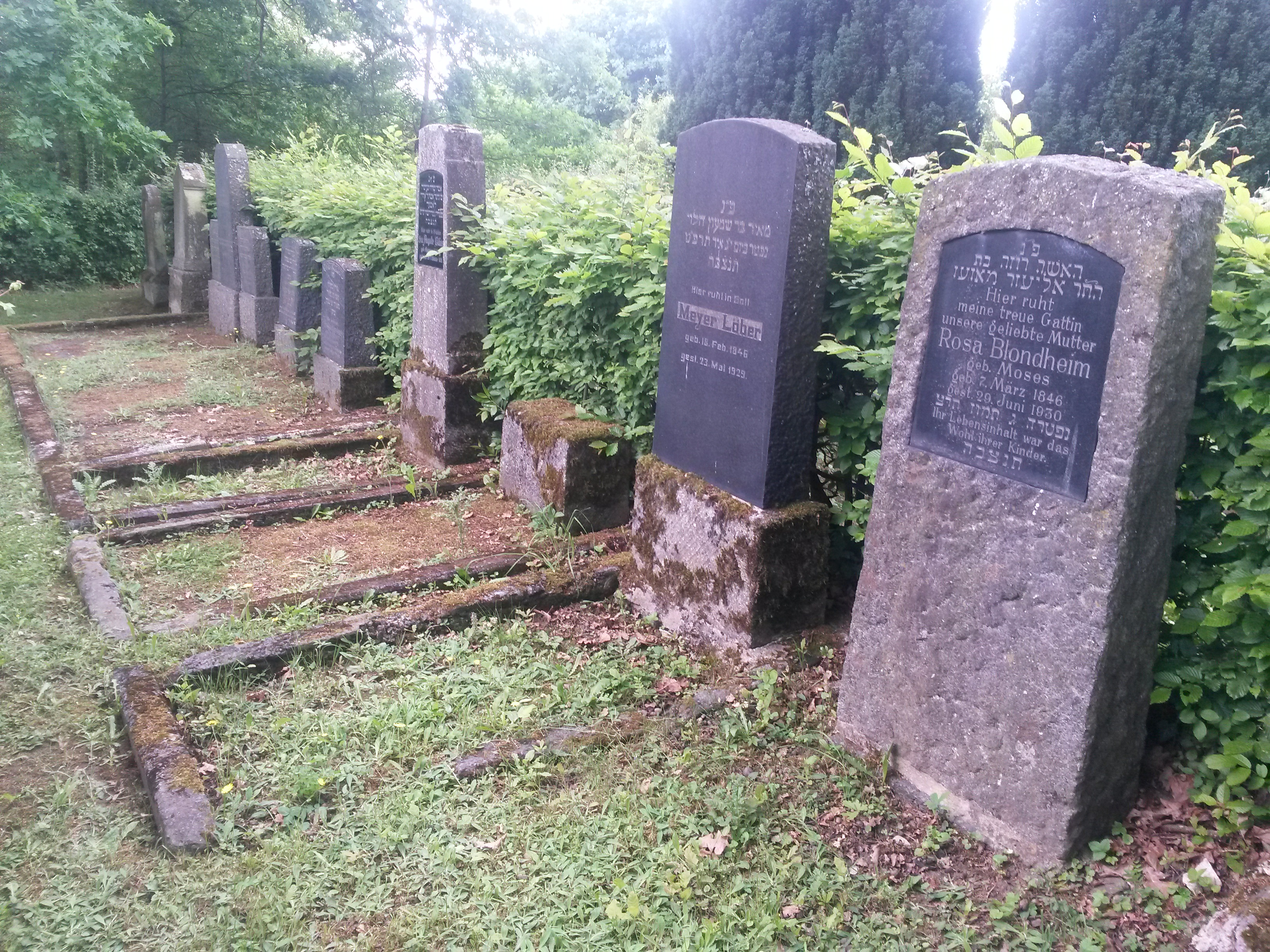
Jüdisches Gräberfeld auf dem Friedhof Alten-Buseck

Der jüdische Friedhof Alten-Buseck wurde im Areal des kommunalen Friedhofs durch ein kleines Gräberfeld, dessen Ursprung unbekannt ist, angelegt. Die verstorbenen jüdischen Einwohner aus Alten-Buseck wurden zuvor auf dem jüdischen Friedhof in Großen-Buseck beerdigt. Das Gräberfeld könnte als voranschreitende Judenemanzipation angesehen werden, da die jüdische Gemeinde Alten-Buseck über eine eigene Synagoge (Hofburgstraße) beziehungsweise ein Haus mit dem Betsaal, eine Religionsschule und ein rituelles Bad verfügte und sich zum Ende des 19. Jahrhunderts auf dem christlichen Friedhof in einer Parzelle Grabstellen einrichtete. Es sind elf lesbare Grabsteine aus der Zeit vor und nach dem Ersten Weltkrieg vorhanden und die letzte Beerdigung ist vermutlich aufgrund der Inschrift auf der Grabplatte für Selma Löber geb. Katz (1878–1938) durchgeführt worden.
Das Areal des Gräberfelds besteht aus einer kleinen rechteckigen Fläche mit einer Grabsteinreihe und ist mit einer umlaufenden Hecke vom christlichen Teil des Friedhofs abgegrenzt. Der Zugang zum Friedhof ist durch ein Tor aus Metall in der Hecke möglich.
Die Friedhofsfläche ist im Denkmalverzeichnis des Landesamts für Denkmalpflege Hessen als Kulturdenkmal aus geschichtlichen Gründen eingetragen.